# Krajta hnědohlavá
Krajta hnědohlavá (Aspidites ramsayi) je had z čeledi hroznýšovitých, jenž je endemitem Austrálie.

## Popis
Tělo této zvláštní krajty, dříve považované za poddruh krajty černohlavé, má trojúhelníkový průřez, protáhlá hnědožlutá hlava je jenom neznatelně oddělena od těla. Je zbarvena olivově šedě až dohněda, s žlutavým břichem posetým tmavšími skvrnami. Přes hřbet se táhnou tmavé, symetrické pruhy, obzvlášť výrazné u mláďat. Tmavé oči mají svislé zřítelnice. Vytváří dvě formy, z nichž menší je olivově zbarvená a větší forma je spíše dohněda.
Délka dospělců dosahuje 150 až 300 cm.

## Areál rozšíření
Jejím domovem je střední a západní Austrálie, kde vyhledává pouštní a polopouštní charakter prostředí. Přestože se jedná převážně o terestrický druh, občas ráda šplhá po stromech. Aktivní bývá převážně v noci.

## Chov v zajetí
Pro chov se osvědčilo větší suché terárium, vybavené větví na šplhání a nezbytnou miskou na pití i případnou koupel. Důležité je vybudování alespoň dvou tmavých úkrytů. Bez možnosti schovat se jsou totiž tito hadi vystaveni trvalému stresu, který se velice negativně projevuje na jejich kondici a celkovém zdravotním stavu.
V teráriu udržujeme teplotu od 26 do 32 °C, v místě vyhřívání může vystoupit až přes 40 °C. Vlhkost do 50 % je zdá se plně dostačující, naopak při příliš vysoké vlhkosti se necítí dobře.

## Potrava, predace
Krajty rodu Aspidites zabíjejí především různé jiné plazy (hlavně ještěry) a nepohrdnou ani hlodavci, zajícovci, vačnatci či ptáky. Někdy mohou lovit i jiné hady, včetně jedovatých druhů. V teráriích je sortiment potravy omezen na hlodavce přiměřené velikosti, popř. na několikadenní kuřata.
Samy se mohou stát kořistí pakobry australské.

## Rozmnožování
V dubnu až srpnu simulujeme tzv. zimní období, to znamená že chováme jedince odděleně a zároveň omezíme, nebo úplně zastavíme přísun potravy. Začátkem května hady připustíme a po úspěšném páření je znova oddělíme. Gravidní samice se často otáčejí břichem k vyhřívací žárovce, vejce však snášejí jen každý druhý rok.
Koncem září či začátkem října snese samice 6–10 vajec, ze kterých se přibližně po 60–70 dnech inkubace, při 30 °C teplotě líhnou kontrastně pruhovaná mláďata. Ta měří kolem 30 cm, mají se čile k světu a zpravidla bez problémů přijímají malá myšata.